# Upfaon
Upfaon is een bestuurslaag in het regentschap Timor Tengah Utara van de provincie Oost-Nusa Tenggara, Indonesië. Upfaon telt 2154 inwoners (volkstelling 2010).